# Alberto Ponticelli
Alberto Ponticelli   (Milà, 10 de juny de 1969) es un dibuixant de còmics.

## Biografia
Alberto Ponticelli, va néixer a Milà l'any 1969, des de petit es va interessar pel dibuix i va estudiar en una escola d'art i va guanyar un concurs de dibuixants de còmic novells el 1994, això li va permetre d'entrar al mon editorial dibuixant tres números de D-Generation. Amb Maurizio Rosenzweig va fundar Shok Studio, on va publicar les seves primeres obres dibuixant, algunes portades de Morgue, la sèrie Ragno, la minisèrie Egon i Dead Or Alive, aquestes dues últimes les va publicar l'any 1996, Dark Horse Comics USA per al mercat estatunidenc. En desaparèixer Shok Studio l'any 1997, va començar a treballar pel mercat estatunidenc. El 1999 va col·laborar amb Brian Michael Bendis a Sam and Twitch al mateix temps que dibuixava còmics per revistes com Heavy Metal.
L'any 2002, va iniciar les col·laboracions amb Marvel Comics dibuixant els còmics de Marvel Knights amb guió de John Figueroa, un altre de les col·laboracions fou l'adaptació al còmic de la pel·lícula Blade II amb guió de Steve Gerber. El salt al mercat franco-belga el va fer el 2003 quan va anar a Angoulème i va conèixer editors francesos com, Les Humanoïdes Associés, pels qui va dibuixar alguns àlbums de la sèrie Stellaire, Delcourt amb la sèrie Starlight, amb Giovanni Gualdoni als guions.